# La Fortuna Fraccionamiento
La Fortuna Fraccionamiento är en ort i Mexiko.   Den ligger i kommunen Tlajomulco de Zúñiga och delstaten Jalisco, i den centrala delen av landet, 500 km väster om huvudstaden Mexico City. La Fortuna Fraccionamiento ligger 1 561 meter över havet och antalet invånare är 573.
Terrängen runt La Fortuna Fraccionamiento är platt åt nordost, men åt sydväst är den kuperad. Runt La Fortuna Fraccionamiento är det tätbefolkat, med 266 invånare per kvadratkilometer. Närmaste större samhälle är Hacienda Santa Fe, 4,0 km norr om La Fortuna Fraccionamiento. Omgivningarna runt La Fortuna Fraccionamiento är en mosaik av jordbruksmark och naturlig växtlighet.